# Segnale di obbligo
      Paesi che usano segnali di Tipo A 
      Paesi che usano segnali di Tipo B 
      Canada 
      Paesi che usano segnali di Tipo A e B e misti 
      Paesi che utilizzano segnali di tipo A  (storicamente il Tipo B )
      Paesi che non usano segnali di obbligo

Paesi che usano segnali di Tipo A
Paesi che usano segnali di Tipo B
Canada
Paesi che usano segnali di Tipo A e B e misti
Paesi che utilizzano segnali di tipo A (storicamente il Tipo B)
Paesi che non usano segnali di obbligo

Il segnale di obbligo (a San Marino e in Svizzera chiamato segnale di prescrizione) è un segnale stradale utilizzato per obbligare gli utenti della strada a tenere un certo comportamento positivo. Infatti, a differenza dei segnali di divieto, che indicano "cosa non si deve fare", i segnali d'obbligo impongono agli utenti della strada "cosa si deve fare".
A seconda del Paese, la maggior parte dei segnali stradali obbligatori sono circolari e possono utilizzare simboli bianchi su sfondo blu con bordo bianco o simboli neri su sfondo bianco con bordo rosso, sebbene quest'ultimo sia anche associato a segnali di divieto.

## Disegno

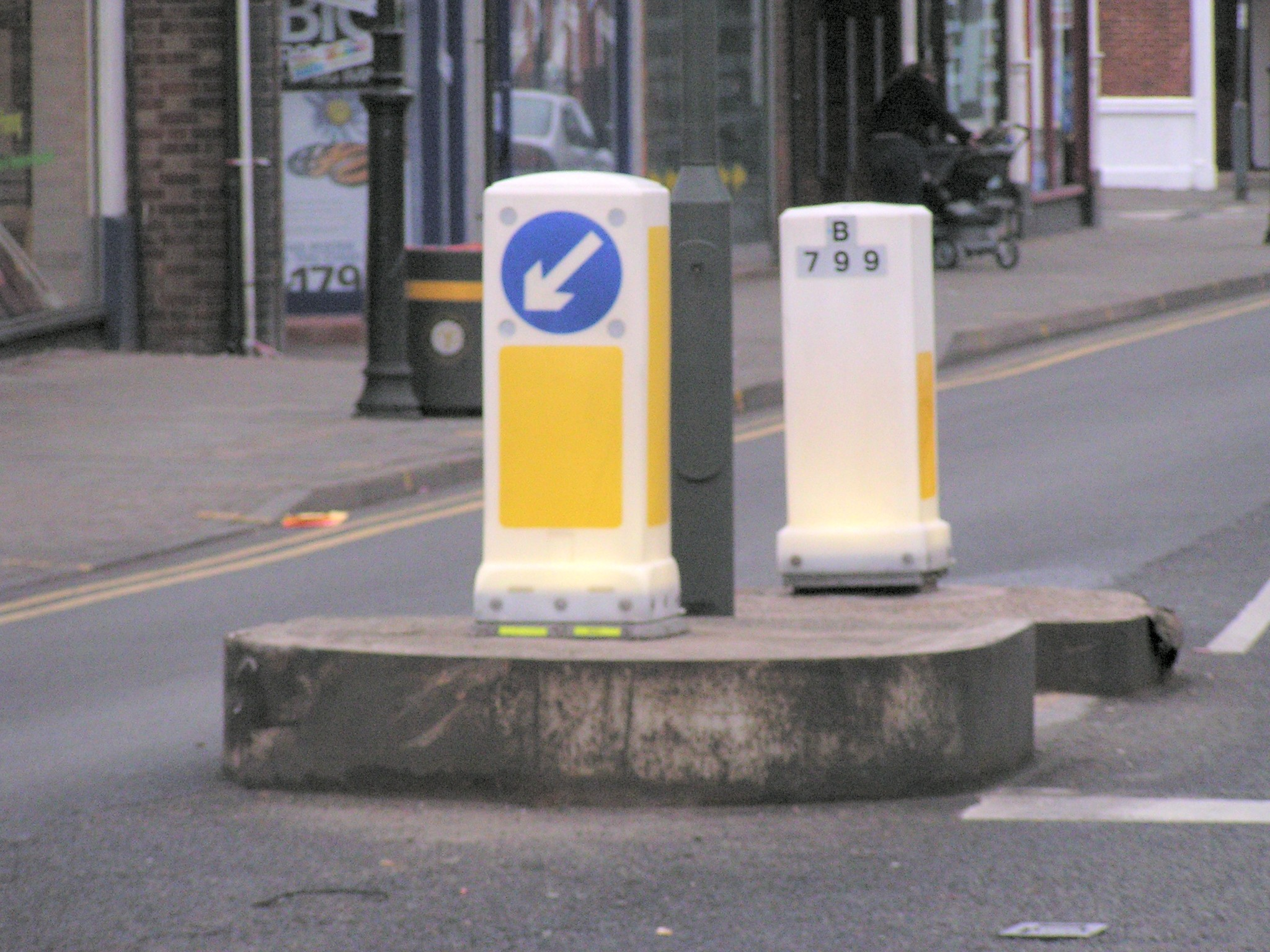
Un cartello "passaggio obbligatorio a sinistra" incorporato in un dissuasore di plastica illuminato nel Regno Unito

I segnali di obbligo sono un sottoinsieme del gruppo dei segnali di prescrizione come definito dal consiglio economico e sociale delle nazioni unite nella convenzione di Vienna sulla segnaletica stradale del 1968 e sono spesso collocati non solo da soli, ma utilizzati anche insieme ad altri segnali, pannelli integrativi, semafori o dissuasori come forma di stenografia visiva all'interno di questi oggetti. Negli stati firmatari della convenzione di Vienna, il segnale obbligatorio è costituito da un cerchio azzurro con bordo bianco (Tipo A) o un cerchio bianco con bordo rosso (Tipo B). Il segno deve essere di almeno di 60 centimetri (24 in) nelle strade extraurbane, o 40 centimetri (16 in) nei centri abitati, sebbene la segnaletica obbligatoria incorporata nei semafori, nei dissuasori o nei segnali stradali più grandi possa essere di appena 30 centimetri (12 in) di diametro.
Il gruppo dei segni di obbligo non è utilizzato in Australia, Ecuador o Stati Uniti d'America, Paesi che non hanno sottoscritto la convenzione di Vienna. Il Canada ha sviluppato un proprio stile utilizzando un cerchio verde, che non viene utilizzato in nessun altro paese. Di seguito è riportato un grafico che confronta alcuni dei segni obbligatori più comuni.
|           | Andare dritto | Preavviso svolta a destra | Direzioni consentite | Solo bus | Solo camion | Solo bici | Solo pedoni | Percorsi riservati | Obbligo di cinture | Obbligo di catene |
| --------- | ------------- | ------------------------- | -------------------- | -------- | ----------- | --------- | ----------- | ------------------ | ------------------ | ----------------- |
| Tipo A    |               |                           |                      |          |             |           |             |                    |                    |                   |
| Tipo B    |               |                           |                      |          |             |           |             |                    |                    |                   |
| Canada    |               |                           |                      |          |             |           |             |                    |                    | N.D.              |
| Argentina |               |                           |                      |          |             |           |             | N.D.               | N.D.               |                   |

## Usi

### Strade riservate
I segnali stradali obbligatori possono essere utilizzati per assegnare determinate aree a veicoli specifici la convenzione di Vienna menziona esplicitamente sentieri, piste ciclabili e mulattiere, ma anche tram, corsie preferenziali degli autobus, taxi, HOV e piste per motoslitte possono essere designate con segnaletica obbligatoria. Quando un'area specifica della carreggiata è designata con un segnale obbligatorio che specifica un tipo di veicolo, tutto il traffico di questo tipo deve utilizzare tale area, se possibile. Questi segni possono essere combinati mettendo un pittogramma sopra l'altro. Se invece i pittogrammi sono affiancati, con la segnaletica divisa da una linea bianca verticale, ogni tipologia di veicolo deve rimanere all'interno della corsia indicata dalla segnaletica. Una linea rossa attraverso un segnale di obbligo indica non che un veicolo di un tipo specifico è vietato l'ingresso nell'area designata, ma che l'area è ora deregolamentata e qualsiasi veicolo può utilizzarla.

### Istruzione
I segnali di obbligo possono essere utilizzati anche per impartire istruzioni a tutti i veicoli esempi comuni includono i segnali "passa da questo lato" visti ai lavori stradali e i segnali "rotonda obbligatoria" visti alle mini-rotonde. Altri segnali del tipo includono "agganciare le catene da neve " e "rimuovere le catene da neve" visti nei punti di ingresso e uscita delle aree montuose e "direzione obbligatoria per i veicoli che trasportano carichi pericolosi", utilizzati per deviare i veicoli che trasportano esplosivi o sostanze chimiche velenose lontano da aree con fiamme libere come raffinerie di petrolio. I limiti di velocità minimi possono essere definiti anche utilizzando la segnaletica stradale obbligatoria, sebbene tali segnali siano rari nella maggior parte dei paesi; gli Stati Uniti, che non utilizzano la segnaletica obbligatoria, pongono invece limiti di velocità minima sullo stesso tipo di pannello dei limiti di velocità massima.

## Tipi di segnali
La convenzione di Vienna prevede diverse tipologie di segnali di obbligo:

### Direzione obbligatoria
Segnala la direzione che i veicoli sono obbligati a seguire o le uniche direzioni che i veicoli possono seguire;

### Passaggio obbligatorio
Collocata su un riparo o davanti a un ostacolo sulla carreggiata, segnala che i veicoli sono obbligati a passare sul lato del riparo o dell'ostacolo indicato dalla freccia;

### Intersezione a rotatoria obbligatoria
Avverte i conducenti che devono seguire le direzioni indicate dalle frecce della rotatoria;

### Percorso pedonale

### Pista ciclabile obbligatoria
Avvisa i ciclisti che il percorso all'ingresso del quale è posizionato è riservato a loro e i conducenti di altri veicoli che non sono autorizzati a utilizzare tale percorso. I ciclisti sono obbligati a utilizzare la pista se questa costeggia una carreggiata, un sentiero o una passerella e nella stessa direzione. Tuttavia, anche i ciclomotoristi sono obbligati a utilizzare la pista ciclabile alle stesse condizioni, se la legislazione nazionale lo prevede o se ciò è imposto da un cartello aggiuntivo;

### Percorso riservato ai quadrupedi da soma e da sella

### Percorso obbligatorio per i ciclisti
Segnala ai motociclisti che il sentiero all'ingresso del quale è posizionato è riservato a loro e agli altri utenti della strada che non sono autorizzati a utilizzarlo. I ciclisti sono tenuti a utilizzare il sentiero se questo costeggia una strada, una pista ciclabile o un sentiero pedonale e nella stessa direzione;

### Velocità minima richiesta
Segnala che i veicoli che circolano sulla strada all'ingresso della quale è collocato sono tenuti a viaggiare almeno alla velocità indicata; la cifra apposta sul cartello indica tale velocità nell'unità di misura più comunemente utilizzata nel paese per designare la velocità dei veicoli. La cifra della velocità può essere seguita, ad esempio, da "km" (chilometri) o "M" (miglia);

### Fine della velocità minima obbligatoria
Indica la fine della velocità minima prescritta da un segnale di "velocità minima obbligatoria";

### Catene da neve obbligatorie
Indica che i veicoli che circolano sulla strada all'ingresso della quale è posto sono tenuti a circolare solo con catene da neve su almeno due ruote motrici;

### Direzione obbligatoria per i veicoli che trasportano merci pericolose
Questi segnali indicano la direzione di marcia dei veicoli che trasportano merci pericolose.
